# 1883

## Събития

### По света
- 24 май – Отворен е Бруклинският мост в Ню Йорк, след 13 години строителство.
- 12 август – В зоопарка в Амстердам умира последният жив представител на куага (Equus quagga), подвид на равнинната зебра.
- 27 август – Изригва вулканът Кракатау, Индонезия, причинявайки смъртта на около 36 хил. души.
- 15 септември – Отваря врати Тексаският университет в Остин.
- 4 октомври – Започва първото пътуване на Ориент експрес.
- 24 октомври – Кардифският университет отваря врати под името „Университетски колеж на Южен Уелс“.
- Сидни и Мелбърн са свързани с железница.
- Германският учен Роберт Кох изолира причинителя на болестта холера – холерният вибрион.
- Започва изпълнението на проекта на архитекта Антонио Гауди за църквата Саграда Фамилия в Барселона, чието строителство е започнато година по-рано по напълно различен проект.
- Започва издаването на американското списание Life.
- В Дънфърмлин, Шотландия е построена първата библиотека „Карнеги“ с дарение от бизнесмена и филантроп Андрю Карнеги. До 1929 година са построени около 2500 библиотеки „Карнеги“ по цял свят.

### В България
- 19 септември (7 септември стар стил) – Съставено е осмото правителство на България, начело с Драган Цанков.

## Родени
- Александър Боримечков, български комунист
- Кръстьо Грозев (бай Кръстьо), български планинар
- Димитрис Семсис, гръцки музикант
- Манол Кочов, български революционер
- Младен Звездов, български революционер
- 6 януари – Халил Джубран, ливанско-американски писател
- 10 януари – Алексей Николаевич Толстой, руски писател
- 10 януари – Атанас Дачев, български революционер
- 13 януари – Никола Марковски, български революционер
- 15 януари – Власи Власковски, български политик
- 18 януари – Иван Кинкел, български икономист от руски произход
- 27 януари – Димитър Мишайков, български юрист
- 7 февруари – Борис Денев, български художник
- 8 февруари – Йозеф Шумпетер, австрийски икономист
- 13 февруари – Тодор Попадамов, български революционер
- 18 февруари – Никос Казандзакис, гръцки писател
- 23 февруари – Карл Ясперс, германски психиатър и философ
- 4 март – Дамян Велчев, български политик
- 5 март – Радул Милков, български военен пилот
- 22 март – Христо Петков, български цигулар и музикален педагог
- 5 април – Уолтър Хюстън, американски актьор († 1950)
- 9 април – Богдан Филов, български политик
- 25 април – Семьон Будьони, съветски маршал
- 27 април – Димитър Грънчаров, деец на БЗНС
- 30 април – Ярослав Хашек, чешки писател сатирик
- 9 май – Хосе Ортега и Гасет, испански философ
- 13 май – Хенк Снейвлит, нидерлански политик
- 15 май – Владимир Попанастасов, български поет
- 18 май – Валтер Гропиус, германски архитект († 1969)
- 20 май – Фейсал I, крал на Ирак († 1933)
- 23 май – Дъглас Феърбанкс, американски актьор († 1939)
- 5 юни – Джон Мейнард Кейнс, британски икономист
- 6 юни – Атанас Саев, български революционер
- 15 юни – Анри Делоне, френски футболен организатор
- 15 юни – Георги Тановски, български военен деец
- 27 юни – Александър Радолов, български политик
- 28 юни – Пиер Лавал, френски политик
- 3 юли – Франц Кафка, немскоезичен писател
- 4 юли – Петър Мутафчиев, български историк
- 6 юли – Григор Василев, български политик
- 16 юли – Франц Набъл, австрийски писател († 1974 г.)
- 20 юли – Александър Андреев, български революционер
- 29 юли – Бенито Мусолини, италиански политик
- 7 август – Йоахим Рингелнац, германски писател († 1934 г.)
- 11 август – Ернст Щадлер, германски поет и критик
- 15 август – Иван Мещрович, хърватски скулптор
- 19 август – Коко Шанел, френска дизайнерка
- 9 септември – Преподобна Стойна, българска ясновидка
- 23 септември – Чудомир Кантарджиев, български революционер
- 26 септември – Гоно Манчев, български революционер
- 8 октомври – Ото Варбург, германски биохимик
- 12 октомври – Иван Снегаров, български историк
- 12 октомври – Ян Студницка, австрийски футболист
- 13 октомври – Александър Егоров, съветски маршал
- 2 ноември – Пенчо Златев, български генерал
- 22 ноември – Сирак Скитник, български писател
- 2 декември – Марко Рясков, български икономист и министър
- 10 декември – Христо Герчев, български публицист
- 10 декември – Андрей Вишински, юрист и дипломат
- 14 декември – Морихей Уешиба, японски майстор на бойните изкуства и създател на айкидо

## Починали
- Пиер Огюст Кот, френски художник
- Сюлейман паша, османски офицер
- Савфет Мехмед паша, османски политик
- 18 януари – Марин Калугеров, български духовник
- 23 януари – Гюстав Доре, френски художник и гравьор
- 13 февруари – Рихард Вагнер, германски композитор (р. 1813)
- 11 март – Александър Горчаков, руски политик
- 14 март – Карл Маркс, германски философ и политикономист
- 30 април – Едуар Мане, френски художник
- 8 май – Мидхат паша, османски държавник
- 16 май – Алексей Церетели, руски дипломат
- 23 май – Циприан Норвид, полски поет
- 20 юни – Гюстав Емар, френски писател
- 3 септември – Иван Тургенев, руски писател
- 24 септември – Филип Велев, български книжовник и учител
- 22 октомври – Майн Рид, британски писател
- 26 ноември – Панарет Пловдивски, български духовник